# Византийский мастер распятия из Пизы

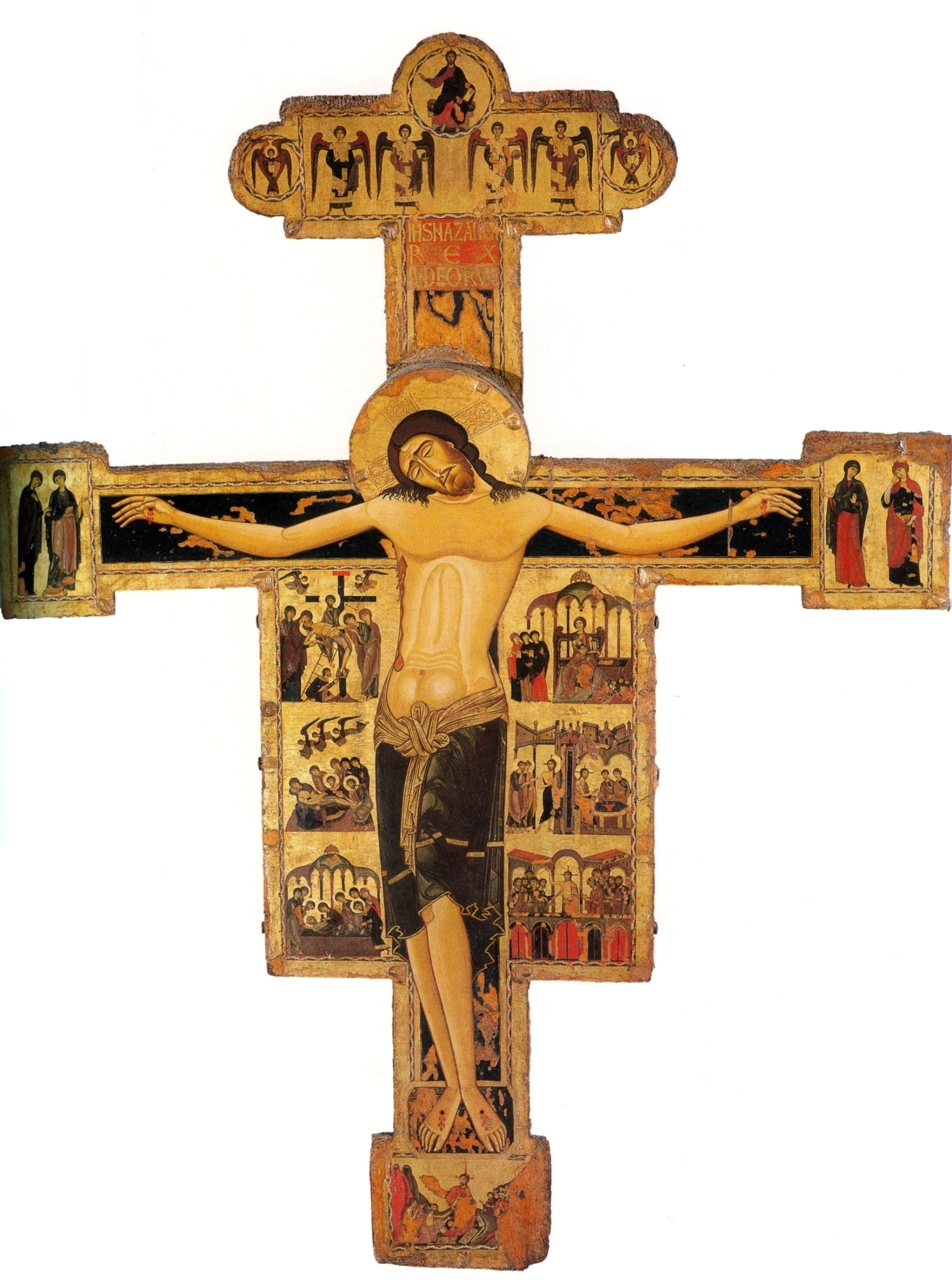
Византийский мастер Распятия из Пизы. Распятие № 20. ок. 1200 года. Пиза, музей Сан-Маттео.

Византийский мастер распятия из Пизы — итальянский художник, мастер, работавший в Пизе в первой половине XIII века.
Этот художник стоит у истоков трансформации образа Христа в итальянских распятиях, послужившей стимулом для дальнейшей эволюции итальянской живописи. Известно только одно его произведение, благодаря которому он и получил своё имя.
С тех пор, как в первой половине XII века в Италии появились расписные кресты, Христос изображался на них в виде «Христа торжествующего» (лат. Christus triumphant). Этот образ был символом божественной силы Христа, преодолевшей смерть через воскрешение, и торжествовавшей над смертью. Одним из первых тосканских произведений с такой иконографией является расписной крест мастера по имени Гульельмо, который был создан в 1138 году для собора в Сарцане. Христос на нём совершенно спокойно взирает на окружающий мир, так, словно не было страшной казни через распятие, потому что его божественный дух выше и сильнее даже самых страшных смертельных мук.
Однако в самом начале XIII века в Пизе появляется другой иконографический тип распятия — «Христос страдающий» (лат. Christus patiens). Наиболее ранним известным произведением с такой иконографией и является расписной крест, созданный безвестным Византийским мастером распятия из Пизы. Сегодня он хранится в Музее Сан-Маттео в Пизе, где каталогизирован как «Крест № 20».
Существует несколько гипотез о происхождении Мастера. Самая популярная гласит, что это был византийский иконописец, бежавший из Константинополя от разбоя крестоносцев. По всей вероятности, он не был единственным византийским художником, оказавшимся в Пизе в то время. Исполнение южного и восточного архитравов пизанского баптистерия, а также работы в храме Сан-Микеле-дельи-Скальци, датированные 1204 годом, столь же уверенно приписывают византийским (греческим) мастерам. Предположение о византийском происхождении автора логично ещё и потому, что изображения более человечного, смертного Христа давно существовали в византийском искусстве, как в иконописи, так и в книжной миниатюре. Мастер распятия из Пизы вписал этот византийский тип Христа в католический расписной крест, который в Италии XII—XIV веков, наряду с алтарной картиной, был наиболее распространённым предметом для украшения церквей.
Крест датируется началом 1200-х годов. Стилистически он близок византийской живописи эпохи правления династии Ангелов. Однако специалисты отмечают, что вряд ли его стиль можно выводить исключительно и только из византийского искусства. Присущая ему аристократичность и элегантность напоминают миниатюры Винчестерской Библии. Крест является примером того, как пизанские художники начала XIII века впитывали византийские художественные новации и пытались интерпретировать их в европейском духе.

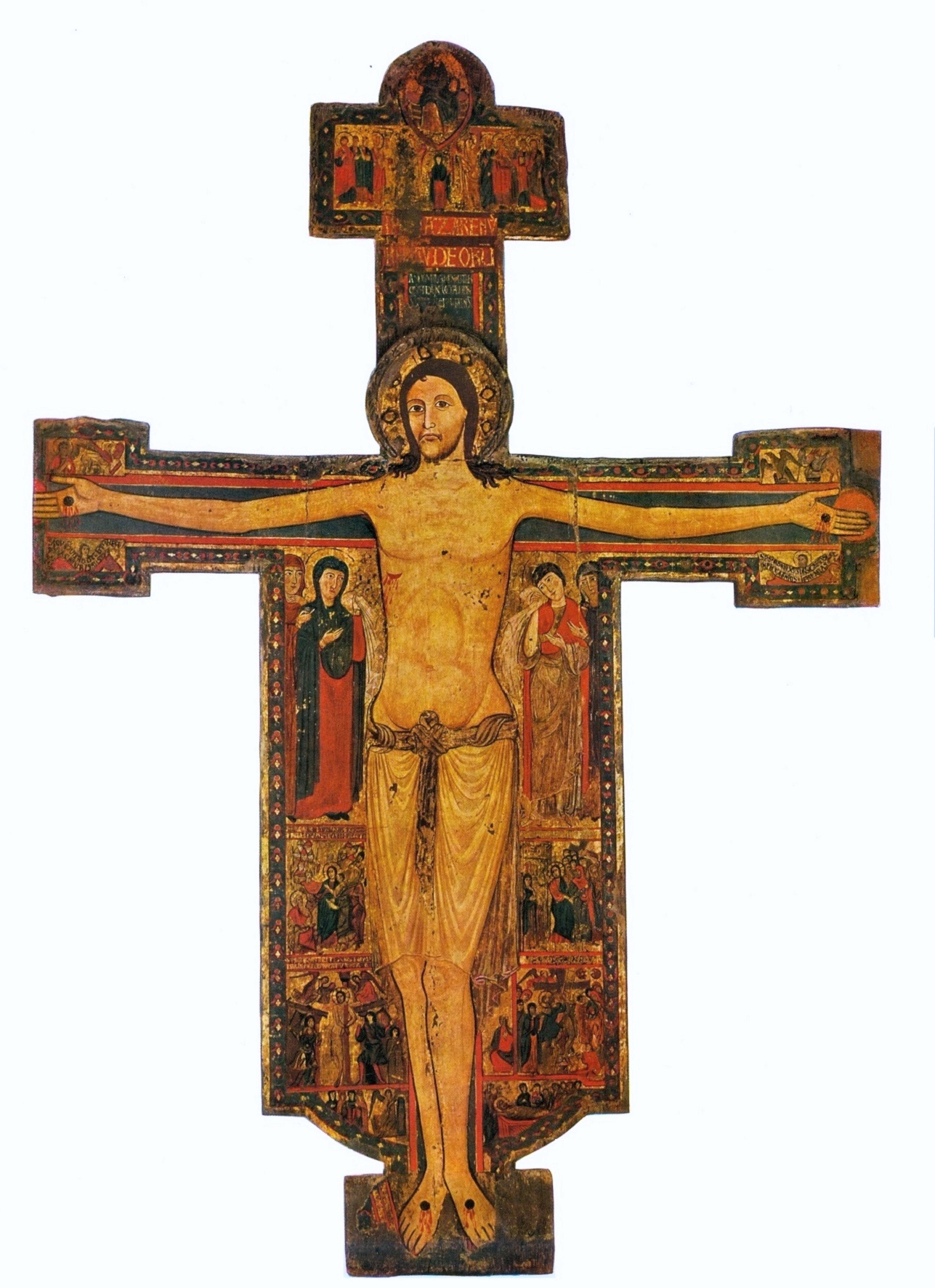
Мастер Гульельмо. Распятие. 1138. Сарцана, собор

Если его сравнить с более древним творением мастера Гульельмо, то за исключением упавшей набок головы Христа, никаких нововведений обнаружить невозможно: окончания всех четырёх лучей креста содержат картины с изображениями сопутствующих сюжетов; на табеллоне написаны новозаветные сцены; тело Христа не провисает под собственной тяжестью. Однако, именно эта склонённая набок голова послужила началом долгой художественной эволюции образа Христа, стала точкой отсчёта его дальнейшей гуманизации, подвижки из мира горнего в мир людской. Изображения Христа страдающего, принявшего смертные муки, пришлись кстати в связи с обновлением католичества, выразившемся в проповедях св. Франциска и широком распространении его идей. Шедшие следом за безвестным Мастером распятия из Пизы художники, такие как Джунта Пизано, Уголино ди Тедиче и Чимабуэ, развили образ «Христа страдающего» в по-настоящему драматические произведения.

## Крест № 20
Изначально крест находился в монастыре Сан-Маттео в Пизе. В ходе наполеоновских завоеваний, частью которых было закрытие и разорение монастырей, тогдашний собиратель пизанских древностей Карло Лизинио устроил в капелле Даль-Поццо при Кампосанто хранилище, и перенёс крест туда. В конце XIX века был создан новый Городской музей, во втором зале которого крест был выставлен для обозрения. Тогда же он получил сначала 19-й номер в каталоге музея, а затем 20-й — под этим номером крест фигурирует в современной научной литературе. В то же время его подвергли реставрации, подновив некоторые детали масляной краской. В ходе реставрации 1975 года все следы этой краски были удалены.
На кресте размером 298 х 233 см изображён Христос в позе Christus patiens (Христос страдающий). Вверху — Христос во славе и шесть ангелов. На окончании левого луча креста — Богоматерь и Иоанн Креститель, на окончании правого — Мария Магдалина и Мария Клеопова. На табеллоне написаны шесть сцен страстного цикла:
- 1. Снятие с креста
- 2. Оплакивание
- 3. Положение во гроб
- 4. Жёны-мироносицы у гроба
- 5. Христос в Эммаусе
- 6. Неверие Фомы

В нижней части креста — «Сошествие во ад».
В XVIII веке считали, что этот крест расписал Джунта Пизано. В XIX веке предположили, что крест расписан полулегендарным греческим художником Аполлонио, который, как сообщает Вазари, работал в Италии в XIII веке. Уже тогда исследователи сходились во мнении, что крест расписан если не византийцем, то несомненно в византийской манере. Однако Э. Сандберг-Вавала (1929) выражала сомнение в византийском происхождении автора. Крупнейший знаток византийского искусства В. Н. Лазарев (1936) считал, что над крестом работал византийский художник-миниатюрист эпохи Комнинов; об этом, на его взгляд, свидетельствует как утончённость самой живописи, так и тот факт, что Христос написан на пергаменте, наклеенном на дерево (миниатюристы работали как раз по пергаменту). Роберто Лонги (1948) видел в этом произведении ухудшенный вариант древних восточно-христианских крестов. Энцо Карли (1974, 1994) считал, что крест исполнен итальянским мастером, опиравшимся на стилистику и спиритуализм, характерные для византийской провинции. М. Буррези и А. Калека (2005) обозначают автора креста как греко-пизанского живописца («pittore greco-pisanо»).

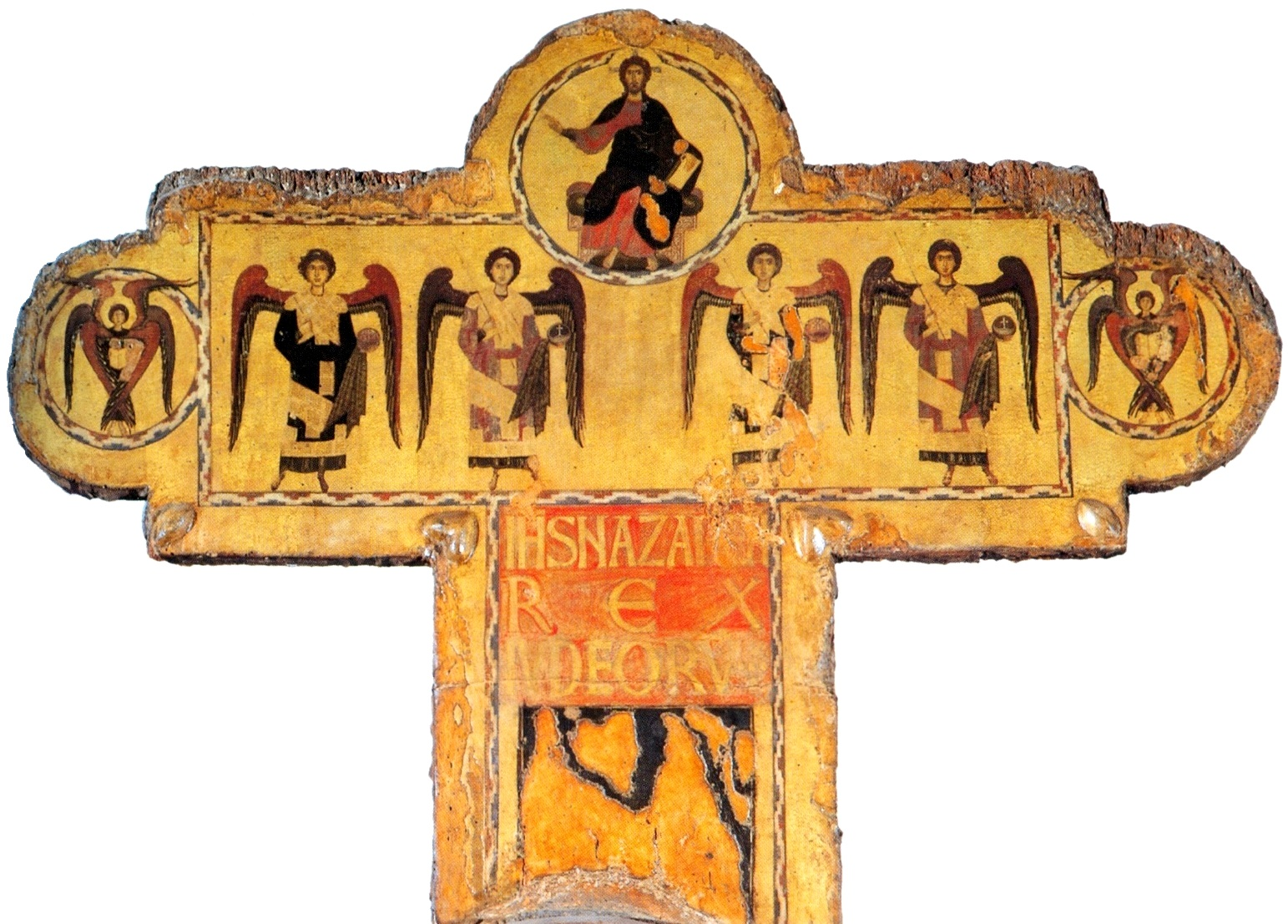
Византийский мастер Распятия из Пизы. Распятие № 20, деталь креста:Христос во славе и шесть ангелов.
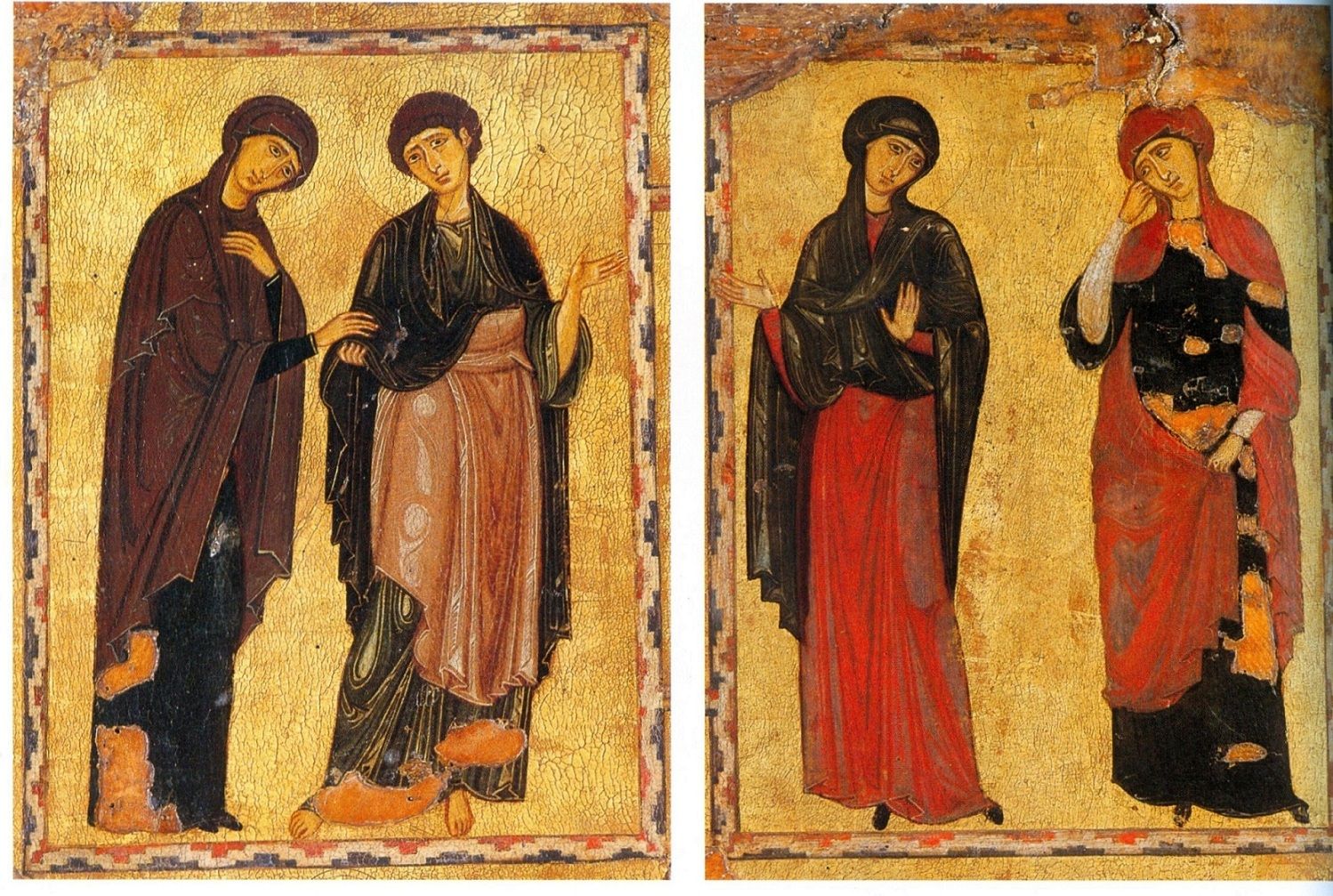
Византийский мастер Распятия из Пизы. Распятие № 20, детали креста: Мадонна и Иоанн Креститель (слева); Мария Магдалина и Мария Клеопова, ок. 1200 года. Пиза, Музей Сан-Маттео.
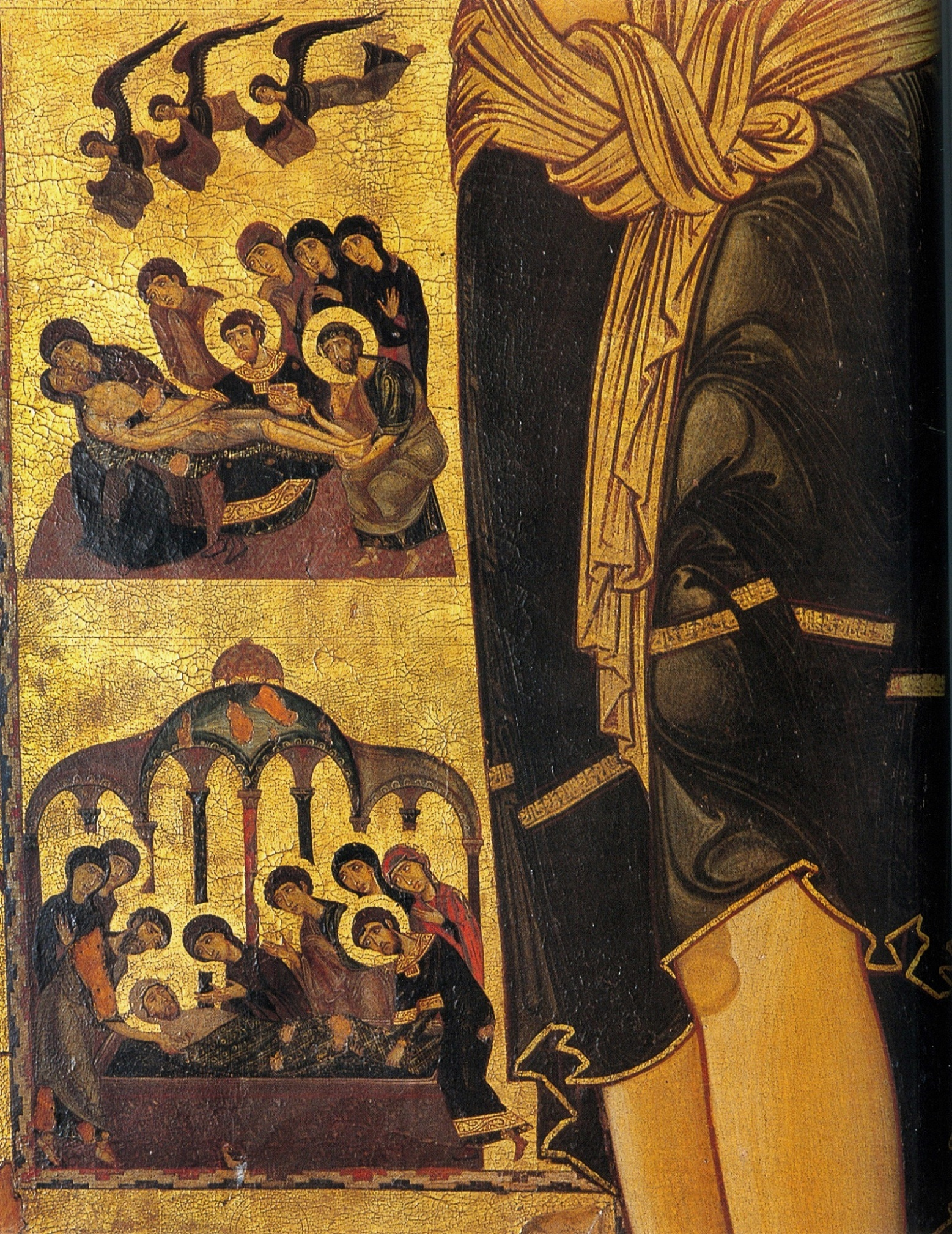
Византийский мастер Распятия из Пизы. Распятие № 20, деталь: Оплакивание; Положение во гроб. Ок. 1200 года. Пиза, Музей Сан-Маттео.
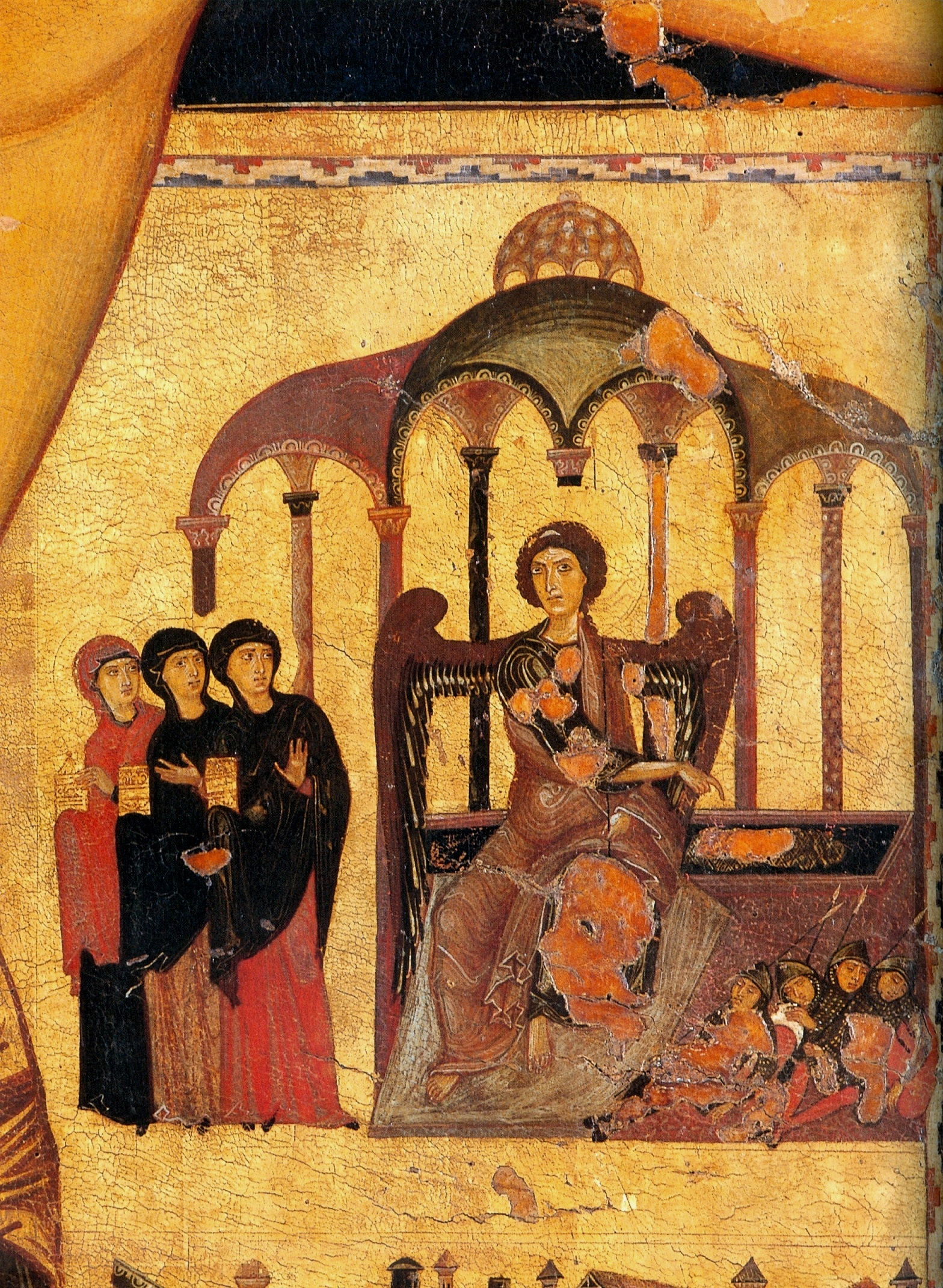
Византийский мастер Распятия из Пизы. Распятие № 20, деталь: Жёны-мироносицы у гроба господня. Ок. 1200 года. Пиза, Музей Сан-Маттео.
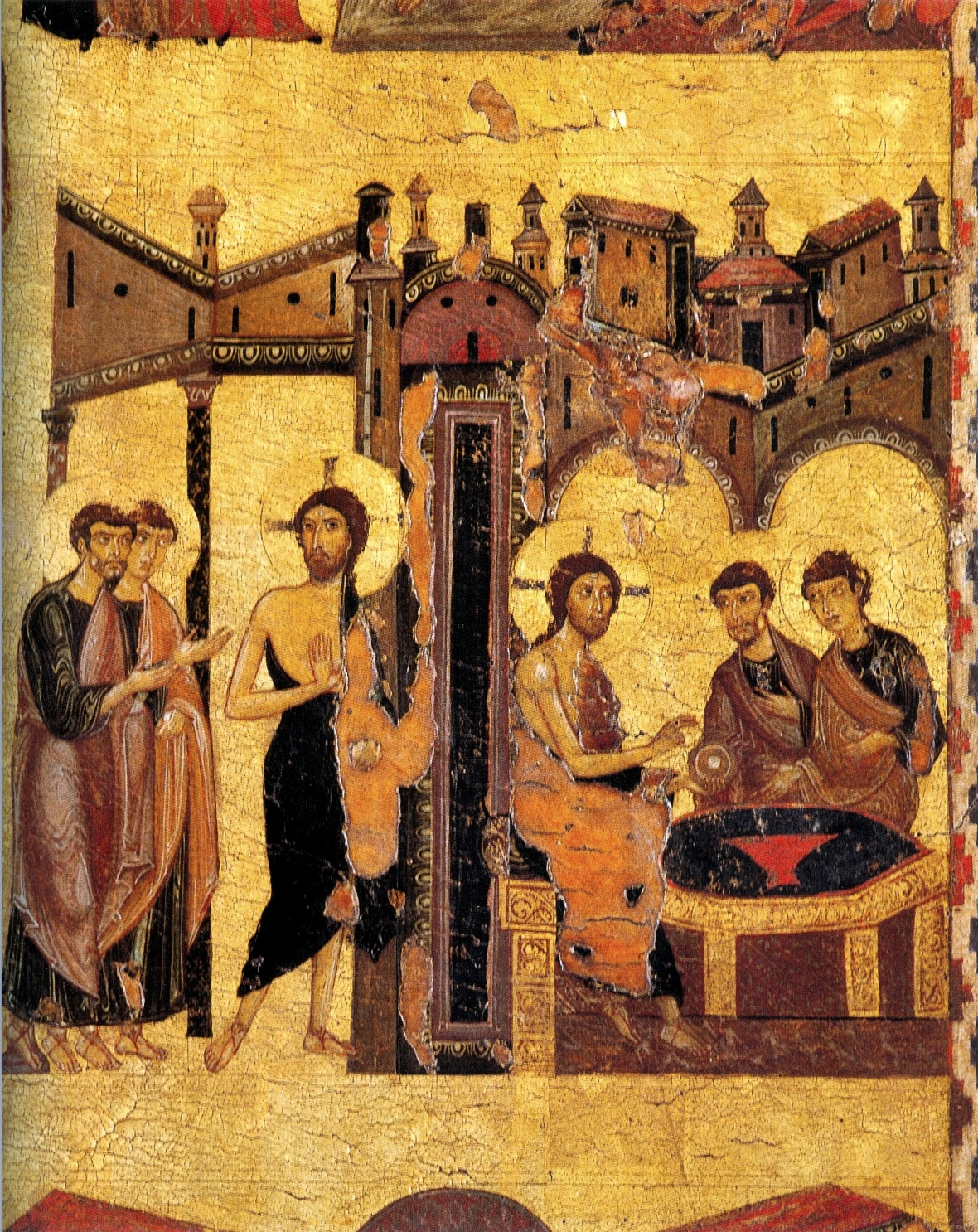
Византийский мастер Распятия из Пизы. Распятие № 20, деталь: Христос в Эммаусе.